# Sint-Antoniusviering (Leerbeek)

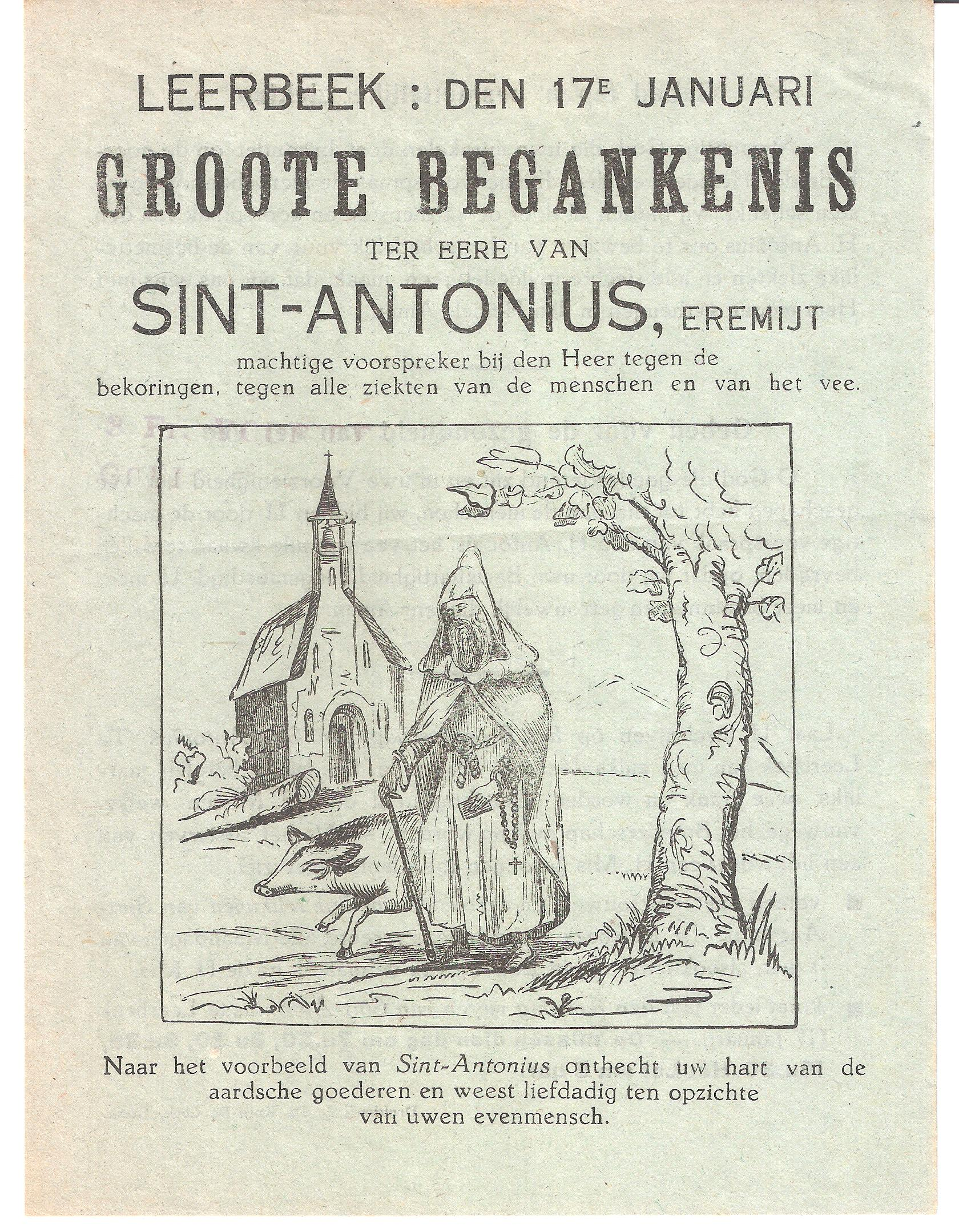
Prent van de Sint-Antoniusomgang

De Sint-Antoniusviering met ommegang is een jaarlijkse traditie in Leerbeek, een deelgemeente van Pajottegem, die teruggaat tot 1785. In 2023 werd deze traditie, samen met andere vieringen in Vlaanderen, erkend als waardevol immaterieel cultureel erfgoed.

## Geschiedenis
Sint-Antonius is de tweede patroonheilige van Leerbeek. Vooral boeren uit de omliggende omgeving namen traditioneel gezien deel aan de ommegang. Op de hoek van de Edingsesteenweg en de Kerkveldstraat bevindt er zich sinds 1846 een kapel gewijd aan de Heilige Antonius.

### Het Broederschap van de Heilige Antonius Abt
In 1785 werd in Leerbeek het Broederschap van de Heilige Antonius Abt opgericht. Toch moet de verering van deze heilige in Leerbeek minstens teruggaan tot 1719. Op verschillende bidprentjes wordt immers gewag gemaakt dat het broederschap in 1719 door paus Clemens XI met aflaten werd verrijkt.
De vereniging bleek niet stabiel en werd tot driemaal toe heropgericht: in 1931, 1952 en in 1983. In zijn jaarlijks bulletin in 1986 stelde E.H.R. Keustermans dat:
“Sinds de heroprichting van de Broederschap van de H. Antonius-abt te Leerbeek op 23 januari 1983, kent dit genootschap een gestadige groei. Kerkelijke goedkeuring volgde met een brief van 2 maart 1983, getekend door Vicaris-Generaal E. Goffinet. In 1986 telt de broederschap 68 ingeschreven leden, waarvan 13 uit de omringende parochies afkomstig zijn. Sedert de heroprichting zijn 4 leden overleden. Volgens de statuten werd, voor elk van hen, een H. Mis opgedragen in de kerk van Leerbeek. Jaarlijks komen een 80 à 100 gelovigen Sint-Antonius vereren op zijn feest op 17 januari of op de zondag erna.
Wij herinneren er de leden aan dat het niet voldoende is hun jaarlijkse bijdrage te betalen. Zij hebben op zich genomen de verplichtingen van de broederschap naar best vermogen na te komen. Hieronder rekenen wij: de maandelijkse H. Mis ter ere van de H. Antonius, de jaarlijkse bedevaart naar zijn bedevaartplaats en het navolgen van zijn deugden.”
Door het verdwijnen van vele landbouwbedrijven in de buurt, was de ommegang tegen de jaren '90 van de twintigste eeuw zo goed als verdwenen.

### Heropleving van de traditie
In 1999 werd de kapel gewijd aan Sint-Antonius opnieuw opgericht. Sinds 2001 wordt er opnieuw jaarlijks een Sint-Antoniusommegang met fakkeltocht georganiseerd. De ommegang vindt opnieuw plaats op de zaterdag die het dichts bij het naamfeest van de Heilige Antonius ligt (17 januari).
In 2023 werd de traditie erkend via de Inventaris Immaterieel Erfgoed als waardevol.

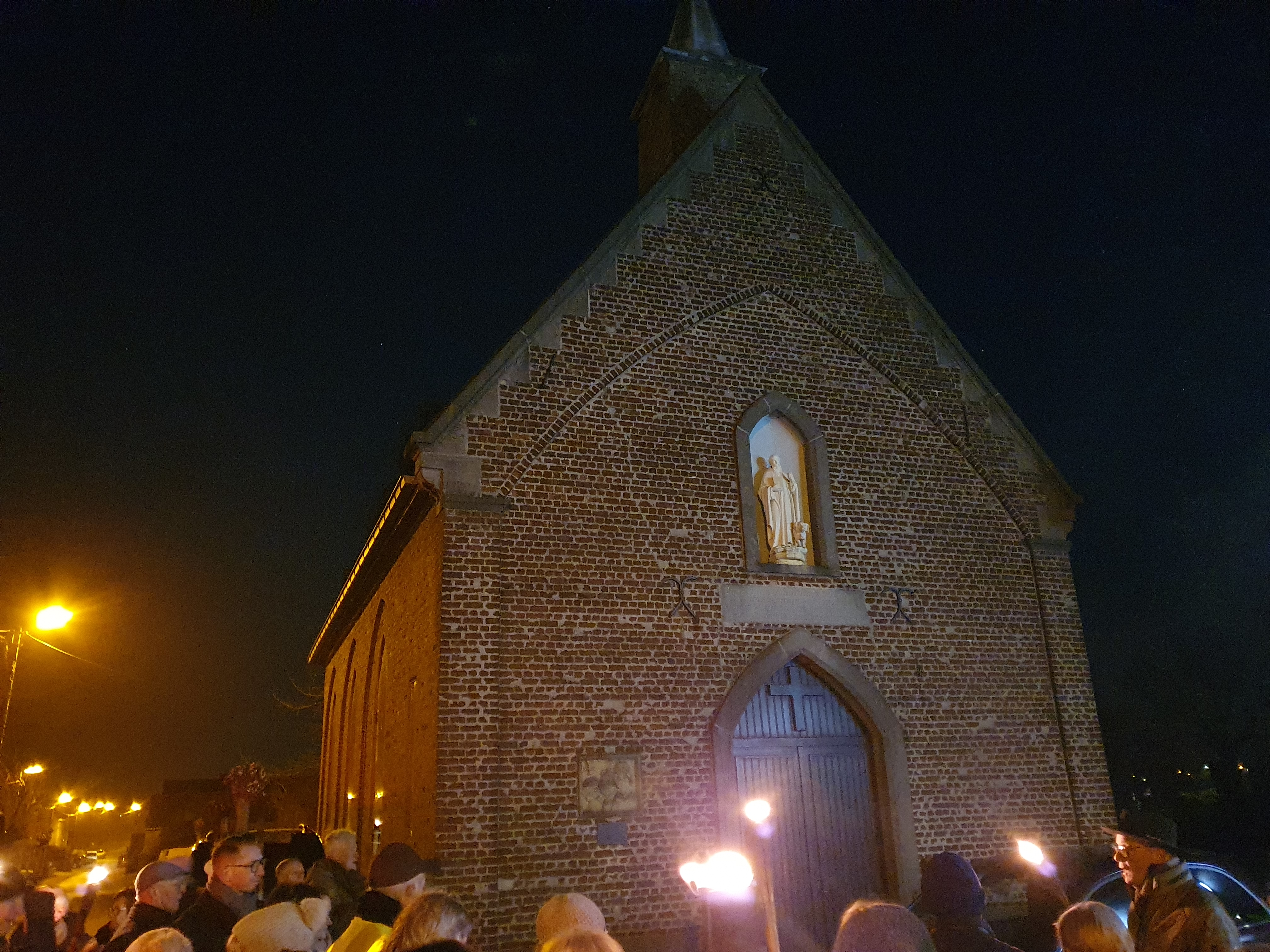
Sint-Antoniusommegang in Leerbeek (2023)
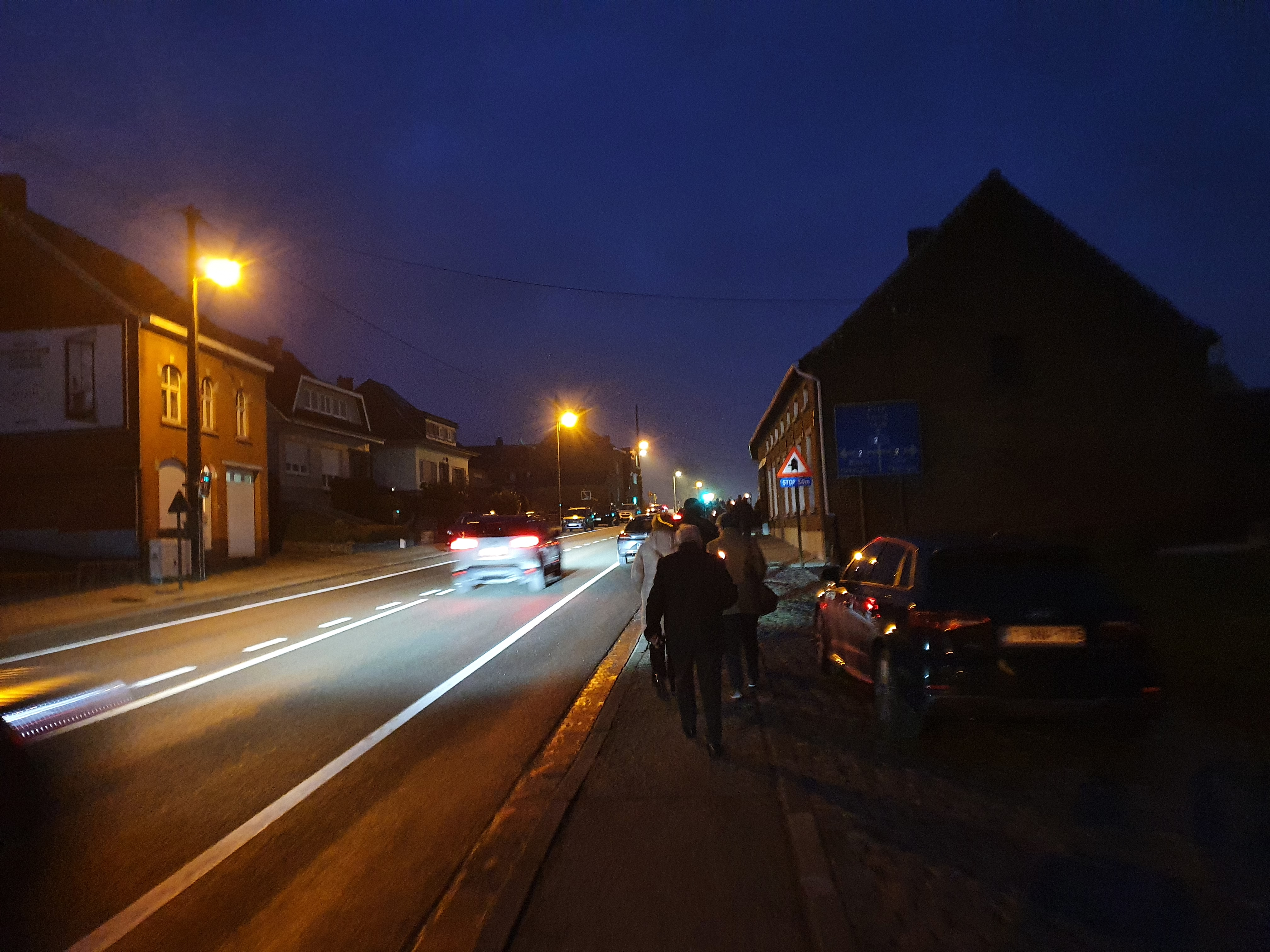
Fakkeltocht
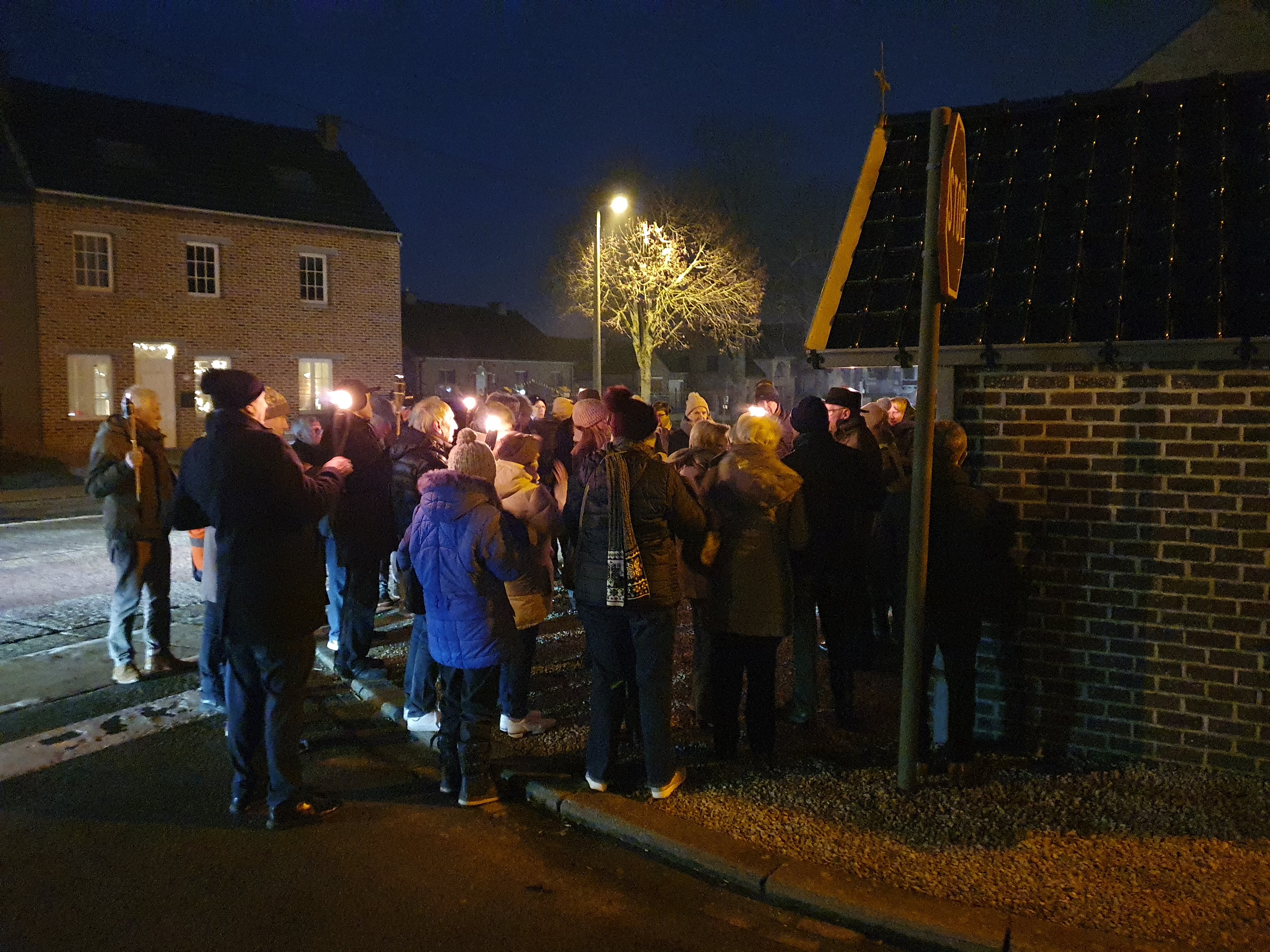
Gebed ter hoogte van de Sint-Antoniuskapel
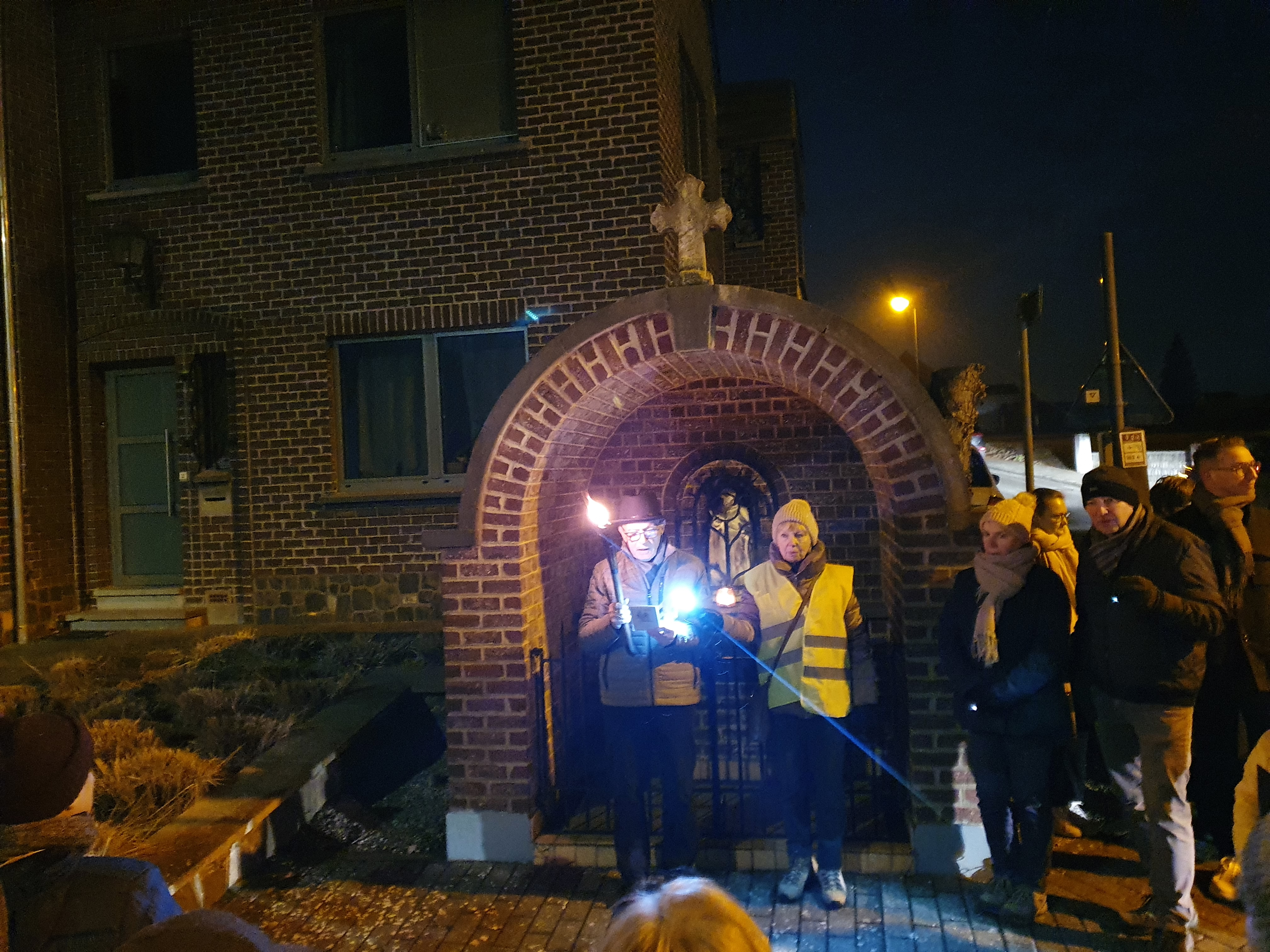
Gebed aan kapel liggende op de ommegang
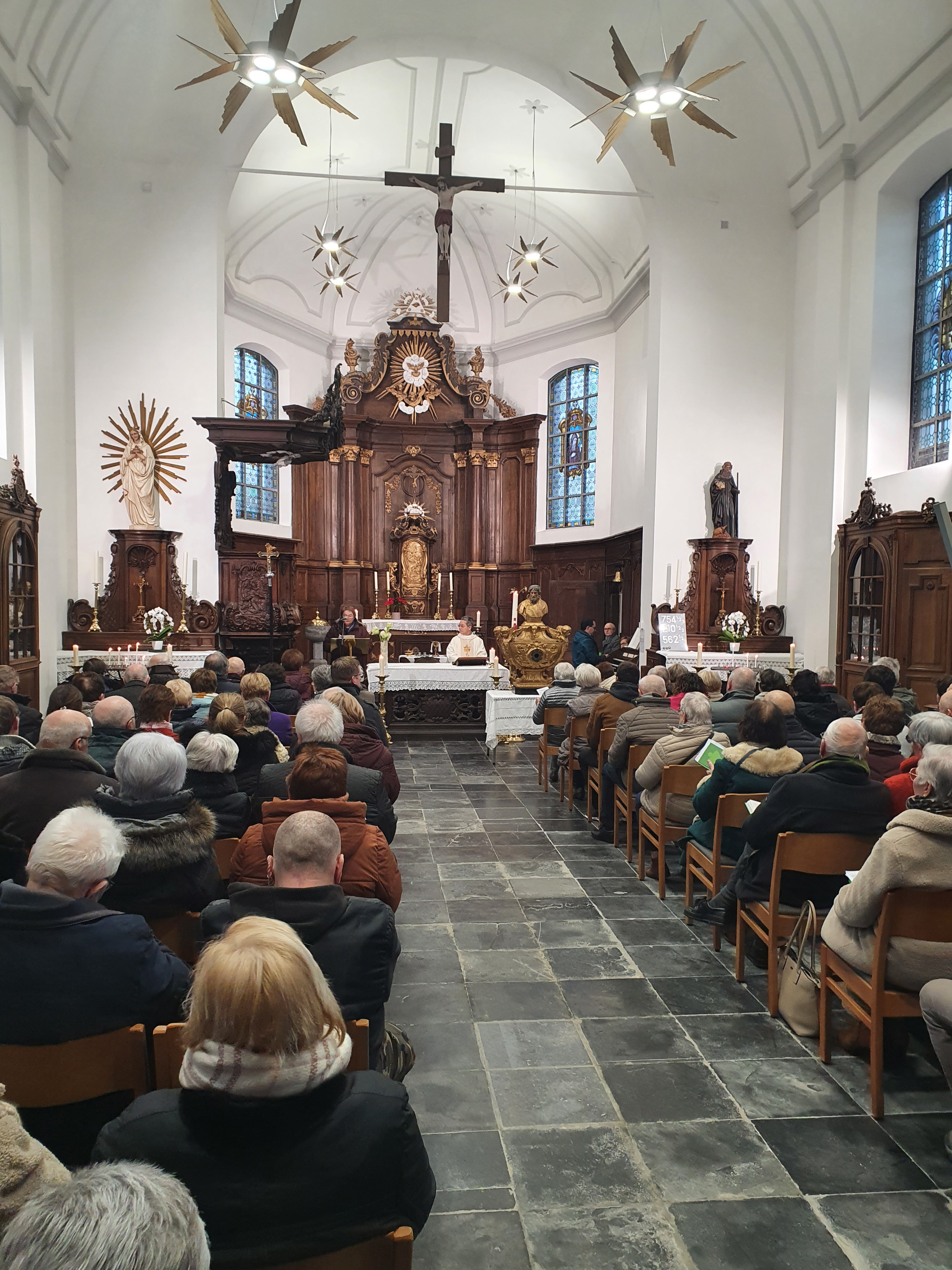
Misviering
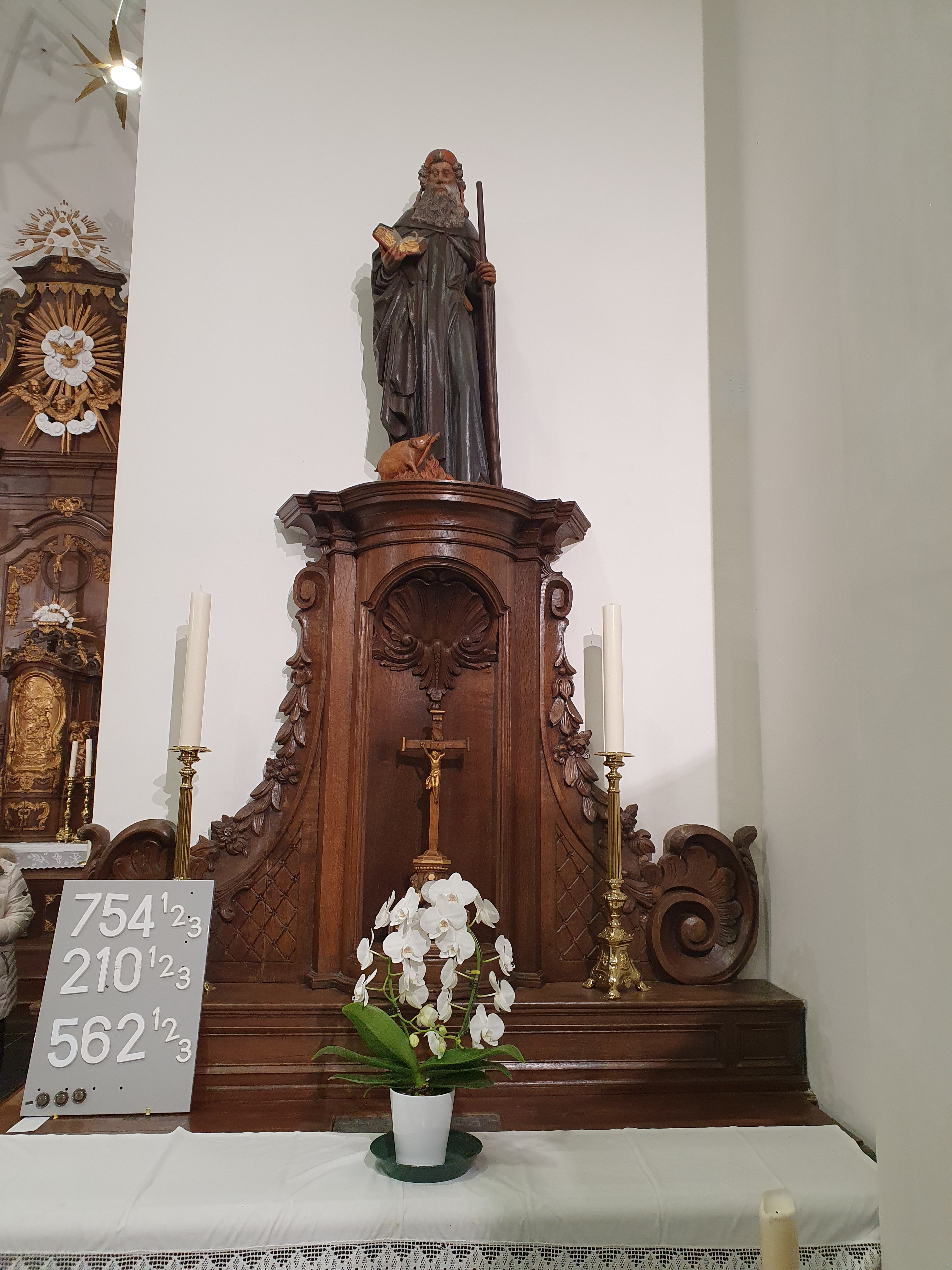
Altaar met beeld van de Heilige Antonius
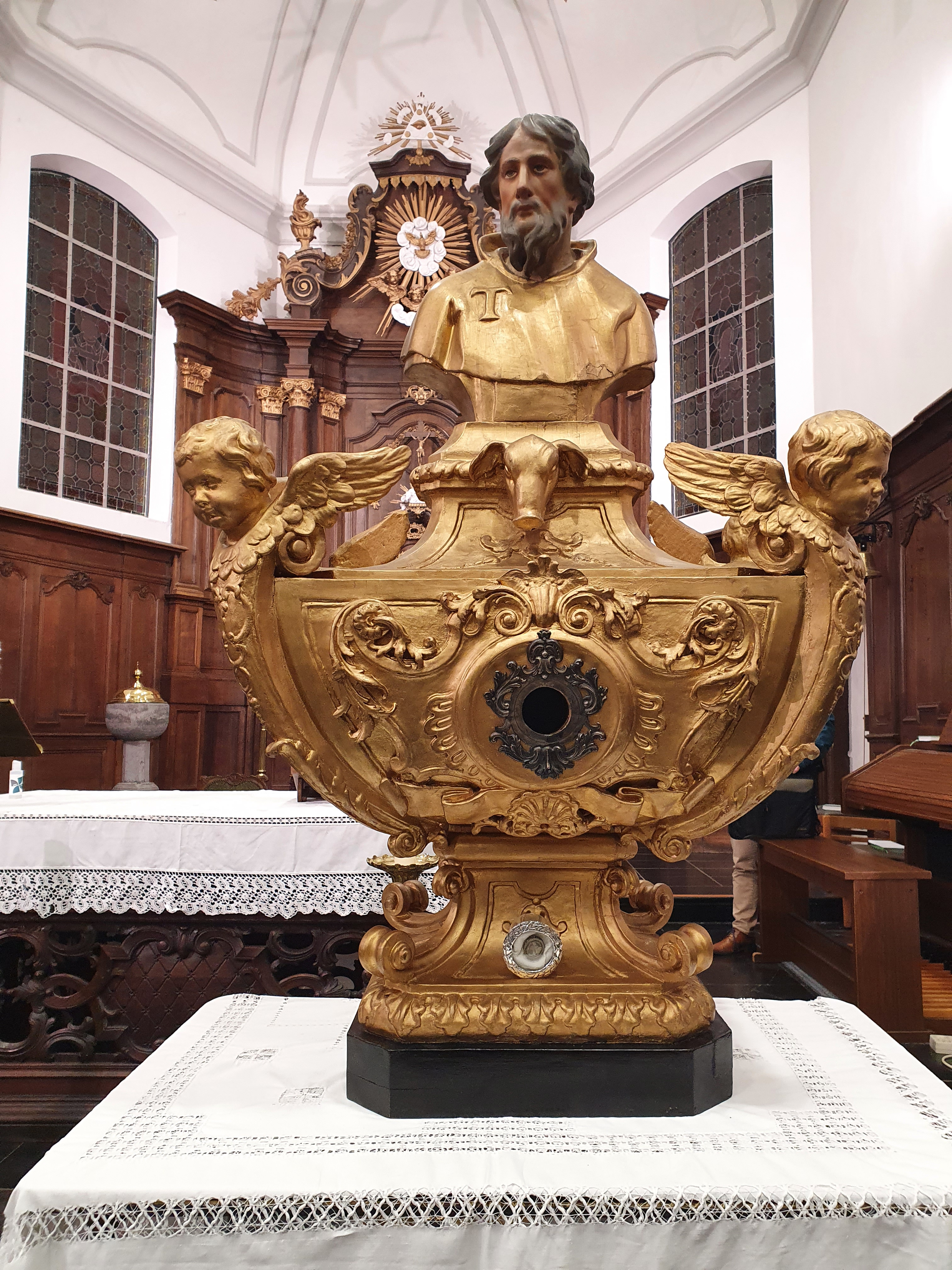
Beeld van Sint-Antonius met reliekhouder
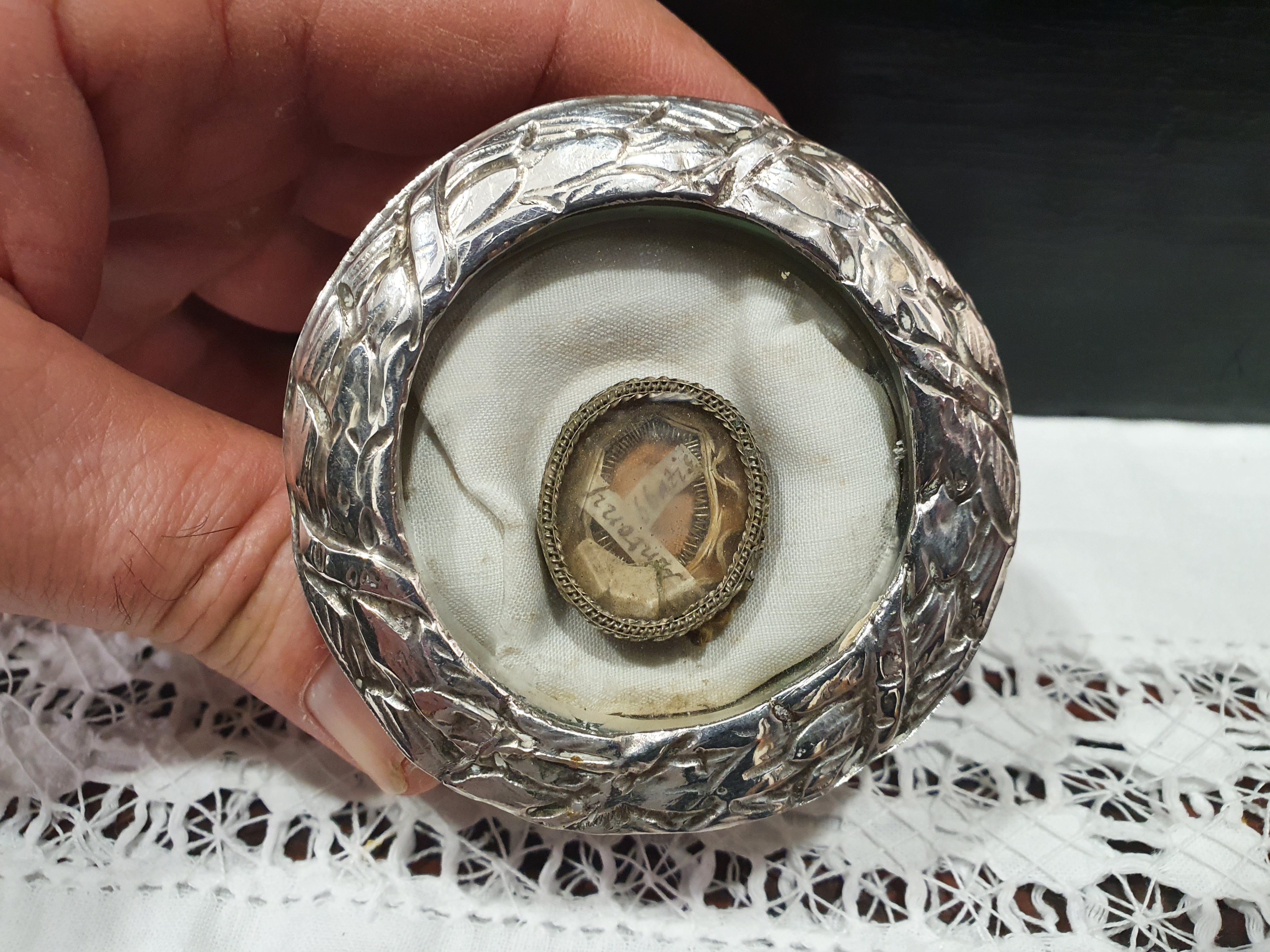
Reliek van de Heilige-Antonius
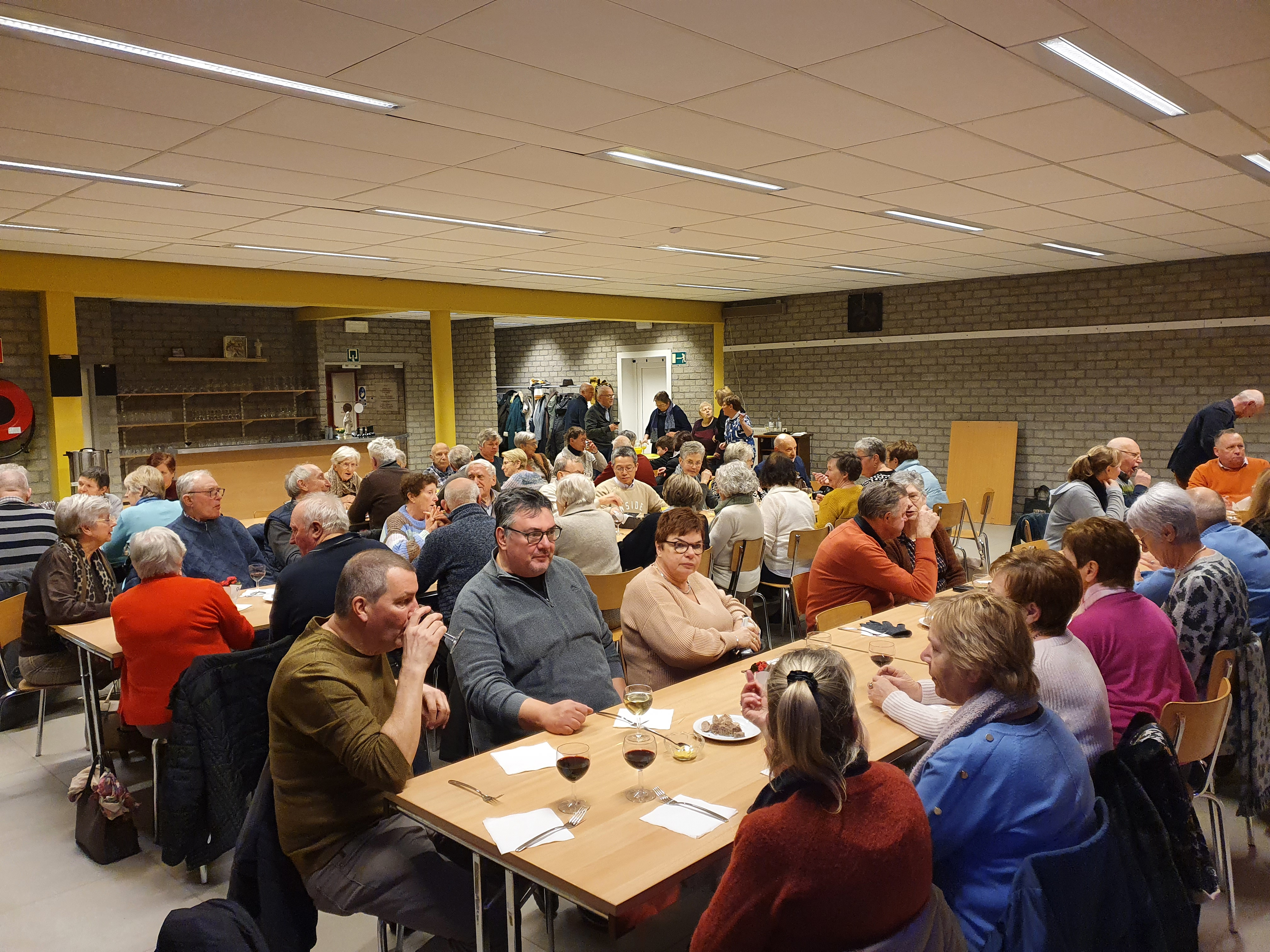
Volksmaaltijd
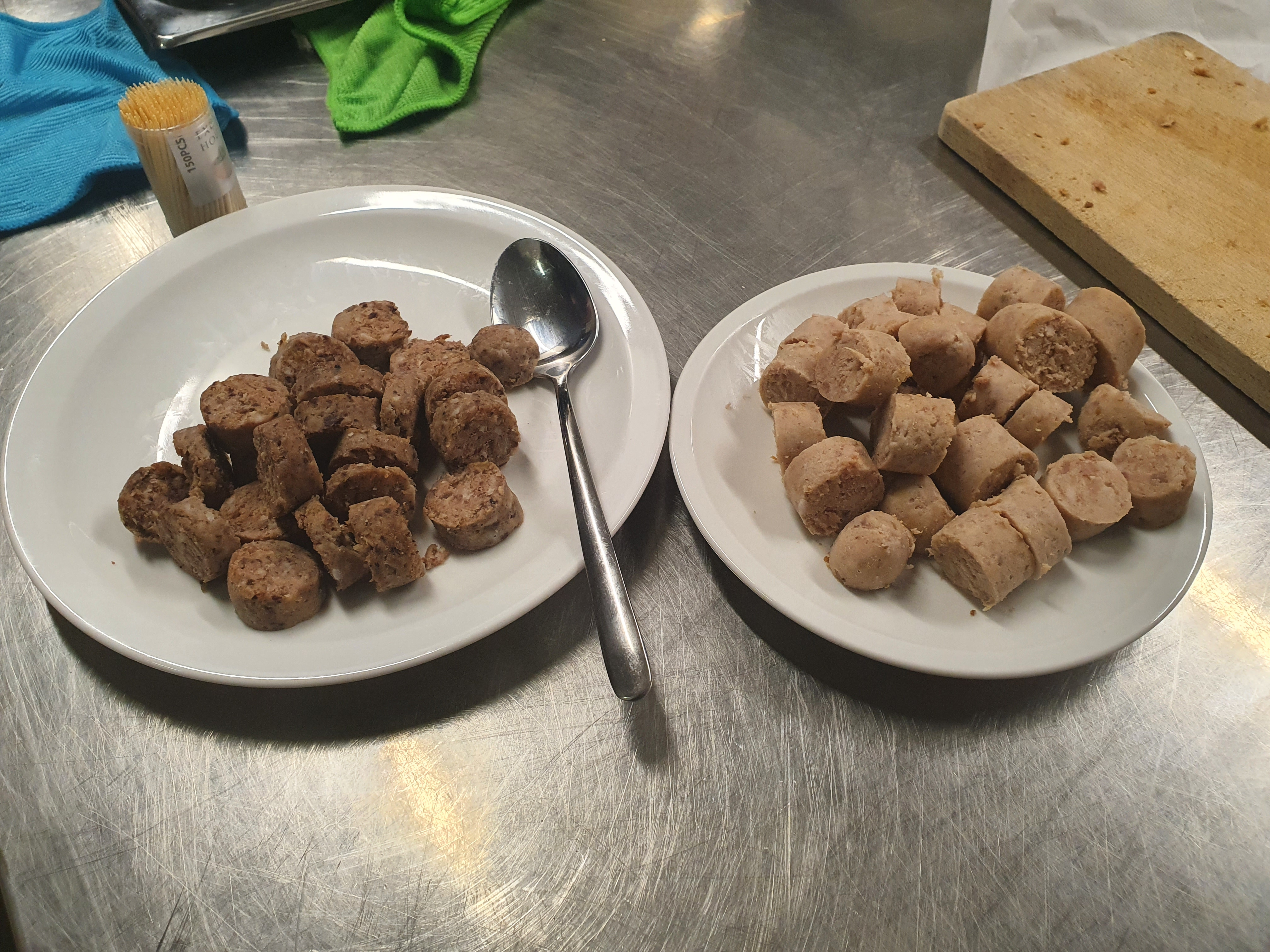
Volksmaaltijd: pensen
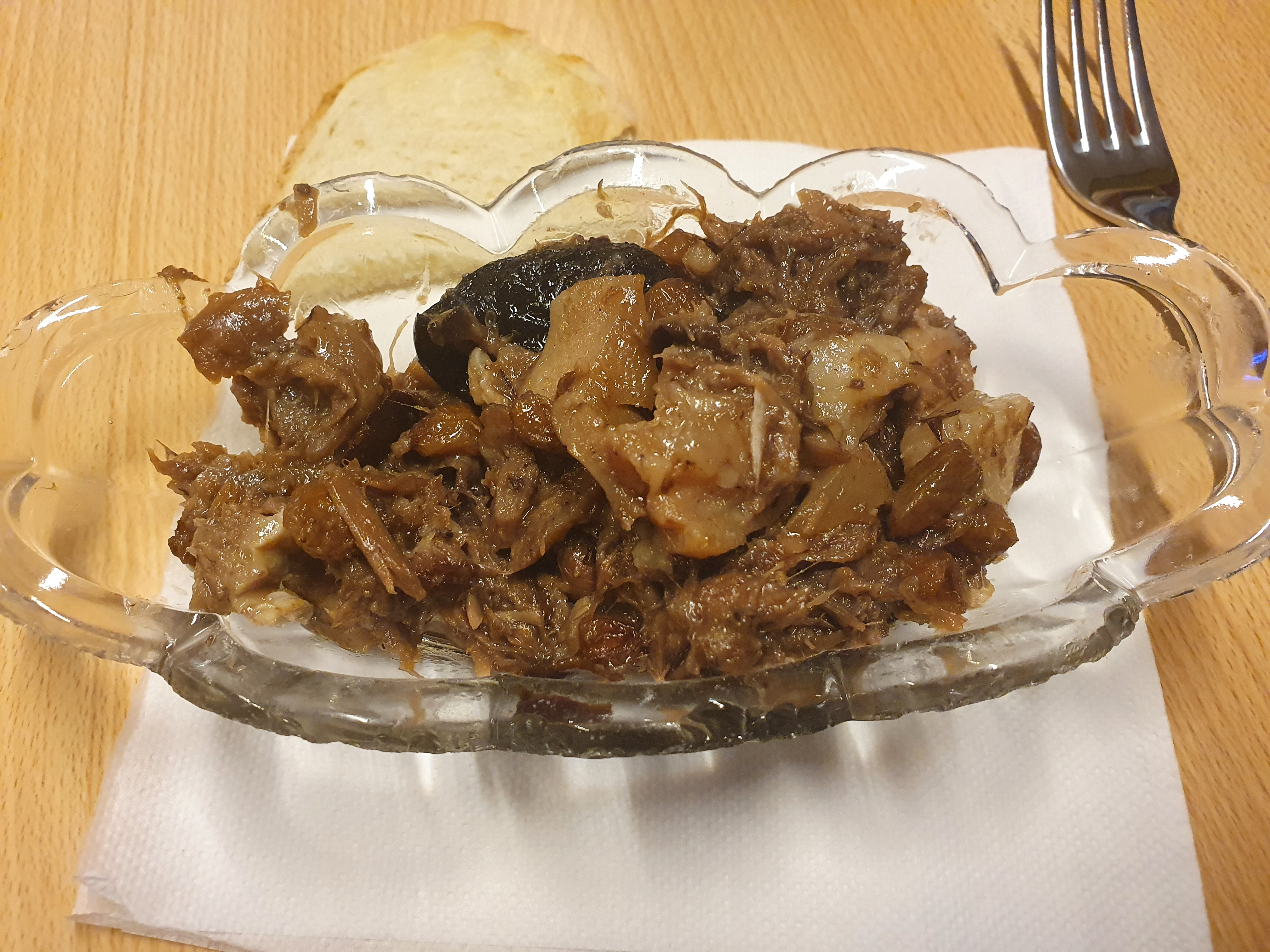
Volksmaaltijd: varkensbereiding
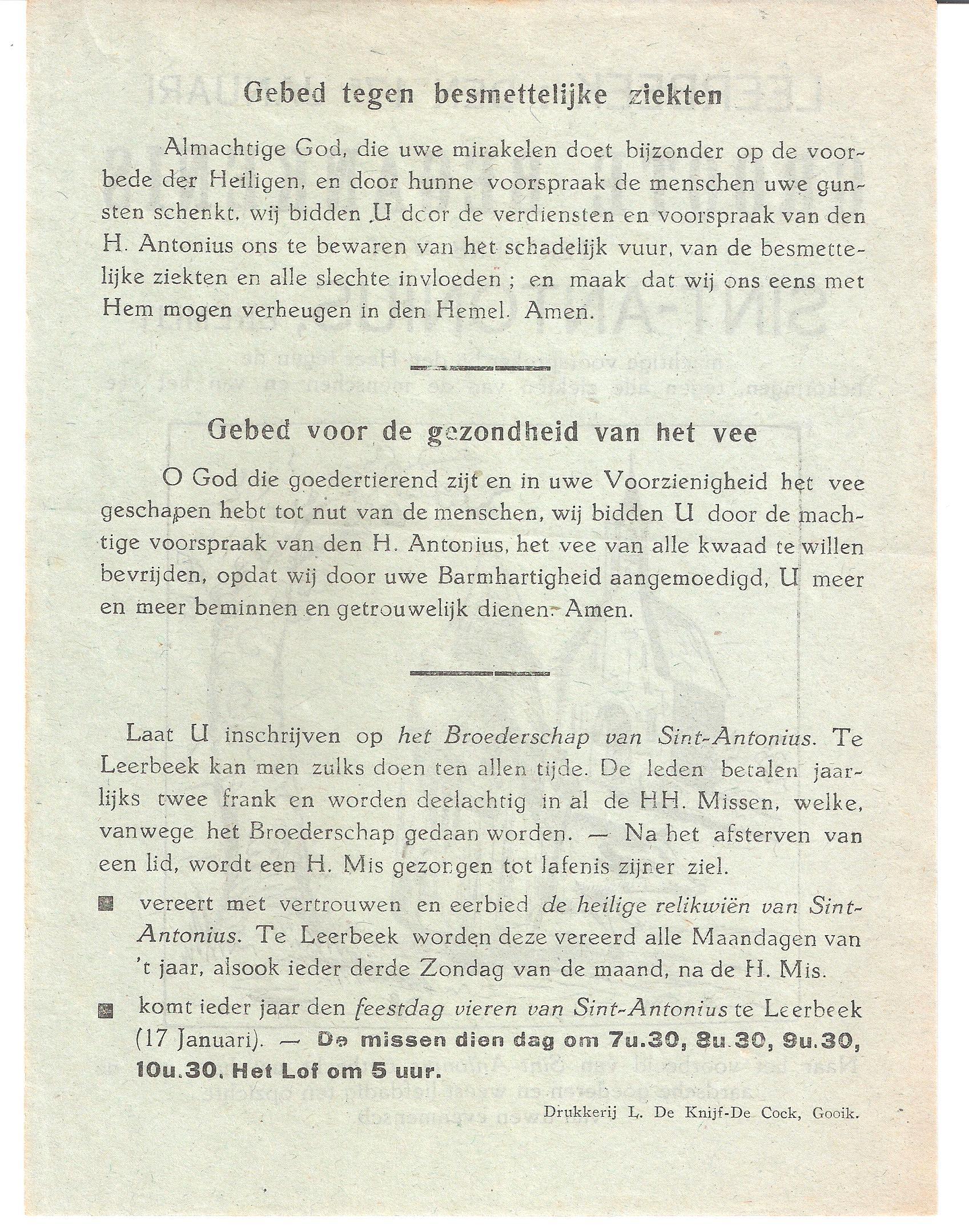
Bidprentje verso
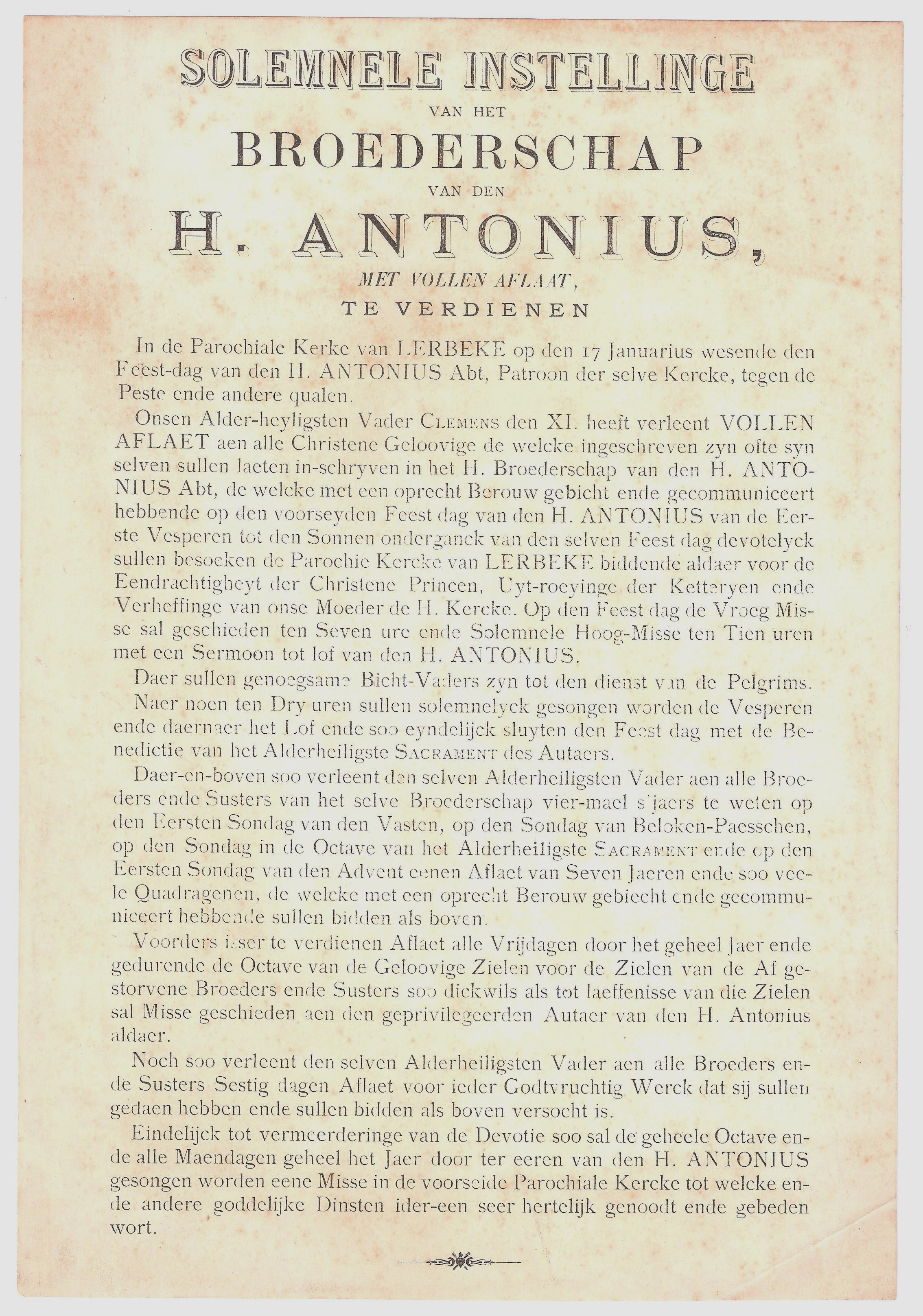
Broederschap van H. Antonius